# マリア・キテリア
マリア・キテリア・デ・イエス（Maria Quitéria de Jesus[注1] フェイラ・デ・サンタナ生、 1792年  -サルヴァドール没、 1853年8月21日）は、ブラジル独立戦争のバイーアの戦士。
ブラジルの中尉であり、国民的ヒロインだった。
彼女は1822年から23年にかけて、男性に扮したブラジル独立戦争に参加した。彼女はカデットと中尉に昇進し、帝国の命令で飾られた。彼女は「ブラジルのジャンヌダルク」と呼ばれ、一種の国民的伝説的人物になった。また、彼女はブラジルの軍隊で奉仕した最初の女性だった。
彼女は、マリア・フェリパ・デ・オリベイラ（1873年に亡くなりました）とジョアナ・アンヘリカ姉妹（1761-1822）とともに、ポルトガルに対する独立戦争での3人のバイアンの女性レジスタンスとして知られている。
父親の意志に反して、1822年10月に未婚のマリアキテリアは男性としてブラジル軍に入隊した。1823年6月まで、彼女は住んでいたバイーアでポルトガル人と何度か戦った。マリア・キテリアの父親は、彼女の裏切りを発見すると、女性として彼女を追い出したが、彼女の戦闘の技能もあって、彼女は戦い続けることを許可された。彼女は1823年7月に士官候補生に昇進し、8月に中尉に昇進し、そこで皇帝に迎えられ叙勲された。
マリア・キテリアの生涯についてはほとんど知られていない。歴史家のアリスティデス・ミルトンは、詩人カストロ・アルベスの幼なじみであり、マリア・キテリアを援護し、軍事的規律を認め、それを軍隊に組み込んだ少佐の孫であり、マリア・キテリアを「正直で勇敢な女性」と見なしています。 "エフェメリデスカショエイラナスで。彼女は英国の旅行作家マリア・グラハム（後のレディ・コールコット）の著書 『Journal of a Voyage to Brazil』で簡潔に言及されている。「マリア・デ・イエスは文盲ですが活気があります。彼女は明確な知性と鋭敏な認識を持っています。彼らが彼女を教育したとしたら、彼女は注目に値する性格になるでしょう。彼女の行動には男性的なものは何も見られず、むしろ彼女は穏やかで友好的な態度をとっています。」
1996年以来、彼女はブラジル陸軍の将校補完スタッフの守護聖人であり 、2018年以来、彼女は祖国の英雄とヒロインとして語られている 
1821年、家族と一緒に住んでいた農場から逃げ出し、男性のアイデンティティの下で、ヴィラデカショエイラに駐屯していたバタルハオドスペリキトスとしても知られるプリンシペの志願兵大隊に加わり、 砲兵連隊に所属、ペドロ・ラバトゥ将軍によって第1士官候補生に昇進した。 戦後、ブラジル皇帝ペドロ1世からクルーズの帝国命令を発令され、永年少尉の称号を与えられた 
彼女は、同じ塹壕に他の戦闘員がいたにもかかわらず、ブラジル軍の軍事部隊に着席した最初の女性だと認められている   。   2018年7月26日には、連邦法13697を通じて、彼の名前はSórorジョアナアンジェリカ、マリア・デ・オリベイラ・Felipaとジョアン・ダス・BOTAŞ （ジョアン・フランシスコ・デ・オリベイラ）の像とともに、バイーア州のブラジル独立戦争英雄と祖国のヒロインのブックに加えられた。

## 伝記
歴史的な観点から、マリア・キテリアの子供時代と若者についてはほとんど知られていない。 この点に関する情報源は非常に限られている。 一方、一連のロマンチックな伝記は、今日まで情報源で検証することができなかった。

### サンホセダスイタポロロス
高い花崗岩山脈の建築に守られたサンホセダスイタポロロスは、18世紀の終わりに、ヴィラデノッサセニョーラドロサリオの領土を区切った3番目の教区だった。ポルトデカショエイラにあり、それまでバイーアのレコンカボの最も重要な商業の中心地だった。 サントアントニオドタンキーニョ、オルホダグアダフェイラ、サンタバーバラなど、いくつかの礼拝堂をカバーする30以上のリーグがある。   1832年以降、それはフェイラデサンタナの村にリンクされるようになった。 1983年以来、サンホセダスイタポロロカス地区はマリアキテリアに改名された。

### 戦前の生活
彼女はゴンサロ・アルベス・デ・アルメイダとキテリア・マリア・デ・イエスの長女だった。 その後、ホセファは1794年に、ルイスは1796年に生まれた 。
マリア・キテリアの誕生年に関して、情報源は互いに矛盾している。 父親が家族の資産の目録を要求した請願書の中で、店員は彼女が1802年6月に10歳になると記録している。一方、マリア・キテリアの死亡証明書には、彼女は56歳で亡くなったと言われているため、1797年に生まれたこととなる。

サンホセダスイタポロロスの洗礼書によると、生年月日を明記していない洗礼証明書は、1798年7月27日に大司教事務局のアーカイブに登録された。
7月27日、私の休暇中のマトリックスの支部であるS.ビセンテ礼拝堂で、大主教マノエルホセデイエスは厳粛にバプテスマを授け、サントスオレオスをマリアに送った。 、 ゴンサロアルヴァレス[原文のまま]デアルメイダとキテリアマリアデイエスの正当な娘、マリア。彼らは、アゴア・フリアのフロカジアの住人である、神父母、アントニオ・ゴンサルベス・デ・バロスと彼の姉妹ホセファ・マリア・デ・イエ
1802年2月10日、母親のキテリアマリアデイエスが亡くなった。未亡人になってから5か月後、父親はサンホセダスイタポロロカスの礼拝堂でユージニアマリアドスサントスと再婚した。 大司教の事務局のアーカイブ、結婚式の本で、牧師ミゲル・リベイロ・リマは次の記録を作った：
7月19日、聖評議会トリデンティーノの形での非難の後、このマトリックスで、自然の請負業者とその住民であるという要求が、存在下での障害を発見することなく、このマトリックスで要求された。私は署名された牧師と証人のキャプテンJoãoBaptistaCarneiroが結婚し、Joaquim Alvesはこのフレゲジアのすべてを未亡人とし、GonçalvoAlvesがQuitériaMariadeJesusの未亡人であるGonçalvoAlvesとManoelの正当な娘であるEugêniaMariaとの言葉で厳粛に結婚しますCarvalho dosSantosとMariadas Neves dos Santosはどちらもすでに亡くなっており、すぐに聖母教会の儀式と儀式に従って祝福を与えた。記録するすべてのものをこの席に割り当てた。牧師ミゲルリベイロリマ。

ユージニア・マリア・ドス・サントスはその後まもなく、組合から子供が生まれることなく亡くなった。 1803年1月、家族は次のことをしたと記録されている。

17万3千レイスの牛と馬に加えて、彼には5人の奴隷がいました：ホセアンゴラ、アントニオコンゴ、アゴスチーニョミナ、アントニオカブラ、アントニオアンゴラ、すべて合計59万レイス。陸上では、牛を飼育するためのLicorizeiroサイトは、20万レイスと評価されています。 10,000レイス相当のわらで覆われた住居。 6,000レイスのキャッサバ格子ホイールと6,000レイスの銅製ポット。

1804年、ゴンサロアルベスデアルメイダはリコリゼイロ農場を売却し、サンホセダスイタポロロスの同じ教区にあるセラダアグラ農場を購入した。 農場は幅350メートルの拡張のリーグだった。同年、彼はマリア・ロサ・デ・ブリトと結婚し、フランシスカ、テレサ、ベルナルダ、アナ、ホセファ、マノエルの6人の子供と、最初の妻との3人の子供をもうけた。　 バイーアの農民はまた、マヌエル・フェレイラ・ダ・シルバとロマン・アルベスから土地を取得した。これにより、ペレイラレイス・ジュニアは「彼が所有する所有物で、彼はすでに当時は裕福な農民である」と結論付けた。 　マリア・キテリアは正式な教育を受けることができなかったため、名前に署名することを学んだにもかかわらず、文盲だった。  キテリアとの会話を彼女の著書「ブラジル旅行の日記」に記録したマリア・グラハムによると、
（...）田舎の女性たちは、家のために紡ぎ、織り、そして美しく刺す。 少女たちは、兄弟と同じように、狩りをしたり、勇敢なインディアンから身を守るために銃を使うことを学ぶ。

（...）彼女は文盲ですが、頭がいいです。 彼女の理解は迅速であり、彼女の認識は鋭敏です。 教育があれば、彼女は注目に値する人物になると思います。 彼女は外見が特に男性的ではありません。 彼女のやり方は繊細で陽気です。

## 独立戦争

### バックグラウンド
歴史家は、ブラジルのポルトガルからの独立につながった運動の年表について意見が分かれている。ただし、一部の日付は合意に基づいている。 1808年に王室はポルトガルを脱出したことでポルトガルの裁判所によりブラジルの王室財産が移管されたことは、この点で先駆的かつ決定的な事実であると言える。その瞬間から、リオデジャネイロは首都になり、リスボンのルシタニア帝国の地政学的軸を当時エスタード・ド・ブラジル植民地に変更した。1815年、ポルトガルのジョアン6世は、ブラジルをポルトガル連合王国、ブラジル、アルガルヴェのカテゴリーに昇格させた。これは1808年以来成長してきたブラジルの商慣行の自由化を可能にする条件であり、他の法令の中でもとりわけ、友好国への港の開設に関する法令があります。
1820年8月24日、ポルトガルのエリートたちが古いアメリカ植民地を支持して彼らを放棄したと考えていたジョアン6世の政策に不満を抱いた結果、ポルトの自由主義革命が勃発した。反乱軍は王室のリスボンへの返還と、主にポルトガル帝国の憲法制定を要求した。この意味で1821年1月26日、植民地支配体制と奴隷制を維持しながら、自由主義憲法を制定する目的で、ポルトガル国家の一般裁判所と臨時裁判所が設置された。

### バイーアでの不安
表現力豊かなポルトガルのエリートが住むバイーアでは、海外の不安が内戦の形で響き渡った。 1821年2月、バイーア市では、サルバドールとも呼ばれ、反乱軍は、ポルトガルの憲法運動の遵守を要求する目的で、1821年2月に反乱を開始した。この時までに、 Grão-Pará州とMaranhão州はすでに参加しており、まもなくリオデジャネイロもポルトガルの自由主義運動に参加することになった。バイーアの街頭での反乱により、少佐と6人の兵士が死亡し、ルイス・マヌエル・デ・モウラ・カブラル裁判官が議長を務める新しい臨時政府理事会が設置された。 1821年6月21日、バイーア州の軍事フンタはリオデジャネイロの裁判所を破り、リスボンに直接対応し始めた。
同年9月3日、バイーア州議会議員がリスボン裁判所に選出された。チプリアーノ・バラタ、アレクサンドル・ゴメス・デ・アルゴロ・フェラン、マルコス・アントニオ・デ・スーザ、ペドロ・ロドリゲス・バンデイラ、リノ・クチーニョ、ドミンゴス・ボルヘス・デ・バロス、フランスのルイス・パウリノ・ドリベイラ・ピント、フランシスコ・アゴスティーニョ・ゴメスだった。
1821年11月3日、リスボンに仕える理事会を解任する試みは失敗に終わった。バルバセナ侯爵の将来の侯爵であるフェリスベルト・カルデイラ・ブラント・ポンテス・デ・オリベイラ・ホルタ大佐がこの行動に参加した。反乱が封じ込められると、関係する市民のうち16人がリスボンに強制送還された。
バイーア州知事としてイナシオルイスマデイラデメロという名前のコルテスから送られた12月9日の王室の手紙。この任命により、すでに形成されていた分裂が深まった。 1822年2月から、ポルトガル軍とバイーア軍が首都の通りを襲い始め、暴力の激化により、ポルトガル人がノッサセニョーラダコンセイソンダラパ修道院に侵入するのを阻止しようとしたジョアナアンヘリカ姉妹の死に至った。世代から世代へと語られた話によると、ポルトガルの兵士による宗教家の侵入と略奪を防ごうとしたときに（1822年2月に）死んだ殉教者が兵士の頭に落ち、骨の後頭骨を損傷し殺害。
対立する利害関係を持つ2つの政党があり、それらの間の緊張が内戦に落ち着いていたことがますます明らかになりつつあった。
さまざまな電流が徐々に2つに減少した。最初の、首都で支配的で、主に軍とポルトガルの商人で構成された1820年ポルトガル制憲議会はリスボンのコルテスに忠実であり続け、1821年12月9日の王室の手紙によって任命された知事、ポルトガルの准将イナシオルイスマ・デイ・ラデメロを受け入れた。 [...] 2つ目は、ブラジル軍とエルサルバドル都市人口の一部が加わったプランターの決定的な支援を受けて、バイーアのレコンカボに統合された。コルテスのますます集中化された姿勢に直面して、この流れは、摂政と王子dのリーダーシップを支援する方向に動いた。ペドロ。
1822年2月から6月の間に、バイアレコンカボの「ブラジル党」の一部に抵抗が起こり、農耕エリートが資金を提供し、民間人のさまざまな層が加わった。火薬や村への物資の購入が大幅に増加したという記録があり、実際に衝突の準備をしていたことを示している。
1822年5月から6月にかけて、レコンカヴォの市庁舎と広場で、ブラジルのペドロ1世が、リオデジャネイロ上院から王子に与えられた称号であるブラジルの永続的な擁護者として称賛され始めた。 5月13日。これらの行動は、摂政皇太子を降格させてポルトガルに戻そうとしたリスボン裁判所の意図に明らかに反しており、サルバドールに駐留しているポルトガル軍の反応を引き起こした。
6月25日、カショエイラがドムペドロを称賛する番だった。ポルトガルの反応は、都市に隣接し、トドス・オス・サントス湾に流れ込むパラグァスー川を通って来た。称賛に続いて、テ・デウムからの行列がありました。彼らは川から行列を攻撃し、隣接するサンフェリックスの街も撃ちました。この攻撃は、バイーアでの独立戦争の始まりを公式に示している。バイーアの想像力の中で著名な人物であるタンボールソレダーデの死は、戦争の最初の犠牲者と見なされている。彼は民兵連隊の一部であり、彼の仕事は行進のペースをマークするためにドラムを演奏することだった。

1822年7月から8月の間に、志願兵の大隊を編成するために多大な努力が払われた。貧しい人々、小さな地主、奴隷にされ、解放された人々、そしてコルテスに服従しなかった兵士を含む約1万人が集まった。 実際、状況はレコンカボの多くの村が加わったところまで増加している。 9月2日付けのパンフレットは、これの次元を示している。
1822年9月2日のバイーア州の記念碑
Recôncavoの通信が遮断され、無政府状態が最も高い都市。そして毎日ニュースが左右に現れます、それはそれに対する市からのニュースなどです。 [？ ]
すでにSARを宣言している土地
カショエイラ、サントアマロ、リオデサンフランシスコ、マラゴギペ、ジャゴアリペ[ジャグァリベ]、ティキリサ、モロデサンパウロ、バレンサ、カイル、ボイペバ、マラフ、サンタレン、リオデコンタス-
布告がなかったが、バイーア州のレコンカボ全体で布告したという[原文のまま]証拠があった土地
南部-カマム、イリェウス、カラベラス、サンマテウス、
北側-コチンギーバ、リオレアル-
[...]
8月24日にマデイラとジュンタ、市内にいるすべてのブラジル人に対してやりたかった蜂起
軍隊を提供しているここのもの-
ルシタニア大隊の中佐であるルイーボは、マデイラが緩んでおり、レコンカボを攻撃することを恐れていると言っているので、ダス・アルマス将軍を称賛したいのです。

2セット。 1822

### ボランティアの募集や家庭からの脱出
1822年9月、  セラダアグルハ農場は、おそらくカショエイラに設置されたジュンタデガヴェルノによって送られた使者によって訪問された。彼は、バイア軍の総司令官であり、コルテス・デ・リスボアに従順であるマデイラ・デ・メロが率いる軍隊に対して、レコンカボに集まった大隊の仲間入りをするボランティアを募集することを目的としていた。夕食時に到着した彼は、家族と食事を共にするよう招待され、家族に訪問の理由を説明した。
彼はブラジルの偉大さと豊かさ、そして彼が独立で達成できる幸福について説明し始めた。彼はポルトガルの長く抑圧的な専制政治と、そのような貧しく荒廃した国に統治されることに服従するという屈辱を攻撃した。彼はドム・ペドロがブラジルに提供した奉仕、彼の美徳、そして皇后両陛下の奉仕について長く雄弁に語ったので、結局のところ、少女は「胸の中で私の心が燃えているのを感じた」と言った。しかし、彼の父親は彼の熱意をまったく共有していなかった。 
ブラジル旅行の日記の作者マリア・グラハムの報告によると、父親は彼が年をとっていて、戦うことができる男性の子供がいないと述べたと言われている。ゴンサロアルベスはまた、戦争の結果に無関心を示した。彼は結果を待ち、勝者の平和的な主題になるでしょう。奴隷にされた人をキャンペーンに提供することについて？ 「そこで奴隷はブラジル独立のために戦うことにどのような関心を持っていましたか？」 。 農民は独立の原因に固執していませんでしたが、彼は、状況の最終的な変化がその社会の基本原則であるブラジルの奴隷制に影響を与えないことを認識した。 
グラハムによれば、キテリアはその後、結婚して少し離れたところに住んでいた姉の家に行った。ホセファは、使者の演説を要約し、軍隊に加わるために男になりたいと言った。 愛国的な関心に対応する姉妹は、次のように答えたようだ。「私に夫と子供がいなかったら、あなたの言うことの半分は、私は皇帝の軍隊に加わるでしょう」そこで、ホセファはキテリアに夫のホセ・メデイロスから服を貸して、彼女が変装できるようにした。義兄の服を着て 、カショエイラの村行き、ホセ・メデイロスの名で砲兵連隊に入隊した 。

### 戦争への参加
ユニフォームの色のために、後にインコの大隊として知られる王子の志願兵大隊では、キテリアは1822年の9月または10月から1823年7月まで軍隊に留まった。平和化の最高司令官によると陸軍、ホセホアキンデリマ、シルバ：
この女性は、キャンペーンを通じて、不可欠な価値と大胆さで際立っています。彼女が戦闘に参加した3回、彼女は偉大な英雄の偉業を発表しました。1つから、水が胸まで流れる川の中、はしけで、私たちの軍隊を激しく打ち負かしました。ラバトゥット将軍は第1士官候補生の名誉を授与したため、彼女はピースメーカー軍の第3大隊で検討されました。
マリア・グラハムによれば、彼らは彼女の身体的側面が弱いため、歩兵で戦うべきだと考えました。彼の軌跡のある時点で、男性の変装が明らかになりました。これは1823年3月に発生した可能性があります。その月の31日に、暫定政府評議会（カショエイラに設置）が次の命令を出したためです。警察の制服があります[...]」。  3日後、士官候補生に剣が要求されました。「暫定政府評議会は、戦争列車の検査官に、マリア・キテリアに剣を持ってもらうように命じました[...]」 。
10月29日、彼女は大隊と一緒にマレ島の防衛に参加し、その後すぐにコンセイソン、ピトゥバ、イタプアンに行き、パラグァスー川の河口でも戦闘に参加し、第1右師団を統合しました。 1823年2月、彼女は敵の塹壕を攻撃したとき、勇敢にピトゥバの戦闘に参加しました。そこで彼女は数人のポルトガル人捕虜（一部の著者によると2人）を連れて行き、彼らを一人で収容所に護衛しました 。

D.ペドロ1世からレジスタンスの総司令部に送られたペドロラバトゥ将軍は、第1士官候補生の名誉を授けました。 8月20日、彼女はリオデジャネイロで皇帝自身に迎えられました。皇帝は騎士の階級で、クルーズの帝国秩序で彼女を飾りました。
D.マリアキテリアデイエスに、彼女の性別のほとんどの中で、めったに興味を持たずに、バイアの首都の多孔質の修復で、この帝国の独立の原因に与えた兵役を示すバッジを付与したいと考えています、私は彼女にクルゼイロ帝国勲章の騎士記章の使用を許可します。
最後に、1823年7月2日、解放軍が勝利を収めてサルバドールの街に入ったとき、マリア・キテリアと彼女の戦いの仲間は、パーティーの人々によって迎えられ、名誉を与えられました。
バイーアの独立は集団的主人公のエピソードとして扱われます。つまり、バイーアの人々は偉大な英雄として登場しました。 protagonismは個々であるまれなケースでは、不思議なブラジルの歴史の中で何が起こるのか、ジョアナアンジェリカ、マリアクイテリア（それぞれ、殉教者と戦士）とマリア・デ・オリベイラ・Felipaを女性3つの図は目立  。

### マリア・キテリアが宮廷に行く
ピースメーカー軍が1823年7月2日にサルヴァドールに入ってから数週間後、都市の包囲によりジョゼ・ジョアキン・デ・リマ・エ・シウヴァ、イナシオ・ルイス・マデイラ・デ・メロとその軍隊が強制退去させられた後、ジョゼ・ジョアキン・デ・リマ・エ・シウヴァ司令官は国務長官に手紙を書きました。 マリア・キテリアの戦争への参加を知らせ、バイーアが後世に占めるべきであるという、並外れた業績とその初期のナショナリズムのために、すでにヘロインの場所を示している戦争のビジネス：
D.マリア・キテリア・デ・イエス、この州のフレゲジア・デ・サン・ホセ・ダス・イタポロロカスの出身で、危険にさらされている祖国の叫びで、両親を捨て、兵士の広場に定住し、彼女の防衛のために武器を取りました。 [...]しかし、私は陛下の帝国の手にキスしたいという熱烈な願望を持っていたので、私は彼に休暇を与え、この機会にその裁判所に向けて出発しました。このヒロインについて私が今行った説明が考慮に値するのであれば、それを私たちの殿下に見事に知らせてください。
1823年8月16日、彼女はリオデジャネイロの港「皇帝大隊の士官候補生、D。マリアデイエスメデイロス」に、レアルポルトガル船に乗って上陸しました。かつて法廷にいたバイーアの女性は、クルゼイロ帝国勲章から表彰を受けたとき、皇帝と一緒に聴衆を迎えました。さらに、 Diario do Governoによって報告されたように、新しく設立されたブラジル帝国公式機関：
エラが最も高貴な愛国心の著しい感情ような方法で示したように、同様にSMIは、給与の付与、SEOの値を報わ少尉MEZ電流令10による[注2] 2ヶ月前進最近彼を送信します。そして、第1船でバイアに戻るために、総長の本部と陸軍の総長に、局からそれぞれにすべての規定を与えるように命じた。 
マリア・キテリアの伝記には、皇帝が戦闘員の父親に家から逃げて戦争に行くことを許すように頼む、ドム・ペドロ1世が書いたと思われる手紙への言及がよく見られます。 しかし、この疑惑の文書の参照を提供した著者は誰もいません。

### 過去数年
戦後の彼女の人生の主な記録は、基本的に、家族の資産の目録を作成する過程でのフェイラ・デ・サンタナ登記所への彼女の苦情に関するものです。

1835年3月16日から1863年8月22日までの間、彼女はほとんど盲目で、父親の意志にコミットしました。
故人の父親であるゴンサロ・アルベス・デ・アルメイダの夫婦の娘であり相続人であるD.マリア・キテリア・デ・イエスは、この裁判官によって故人の父親の資産の目録作成と共有を進めており、サプリカントは嘆かわしいと述べています。彼は目を欠いているので、VSに、共有するために、奴隷のアレクサンドリーナ、ヤギを彼女の共有のために送って、サプリカントが苦しむ非常に深刻な病気のサプリカントを治療できるようにする必要があります。彼にはその不足を補うことができる別の奴隷がいないことと、彼女を獲得する手段がないことの両方のために、彼の目には多くの欠点と面倒があります。 
一方、1835年10月25日に亡くなったゴンサロアルベスの意志で、キテリアは「アントニオという名の奴隷を12万7千人の王に加え、2万人の王に馬、5人に未経産牛を相続したであろう。千人の王に加えて、30歳で育てられたときの馬はすべてが182万人の王になります」 ペレイラ・レイス・ジュニアによれば、「1825年までのラインサインの総数は28ドルでした。 000、22 $ 000の満期、6 $ 000の追加です。 1841年には、追加の10 $ 000を含め、40 $ 000に増加しました。」 
マリア・キテリアはガブリエル・ペレイラと結婚し、娘のルイザ・マリア・ダ・コンセイソンをもうけました。 彼女は1853年8月21日にサルバドールで亡くなりました。 彼女はサンタナドサクラメントの教区教会に匿名の墓石で埋葬されました。

### 物議を醸す伝記の側面
ドキュメンタリーの裏付けがない、つまり一次資料がないマリア・キテリアの軌跡からの事実は、彼らの信憑性を証明していませんが、彼女の伝記に繰り返し起因しています。
- マリア・キテリアの父親は、彼女が生まれたとき約25歳でした。彼は意欲的で成熟した男で、背が高すぎず、強く、友好的で、典型的なルシタニアの口ひげを顔につけていました。彼は非常に若いポルトガルから来て、ケルンで自分の財産を試しました。彼が到着したとき、彼は仕事を探してサルバドールに上陸しました。彼を見つけられなかったので、彼はバイーア（フェイラデサンタナ）の内部に行き、旅館で働き始めました。農民の息子である彼は農業が好きで、サンホセダスイタポロロス周辺の農場での良い機会を知って、そこにとどまることに決めました[13]。
- SãoJosédasItapororocasには、主に小規模農家と一部の大規模農家の所有者が住んでいました。マリア・キテリアの父である農場に加えられたゴンサルベス・アルベス・デ・アルメイダは、土地で働き（牛の植え付けと世話をし）、娘と未亡人のリコリゼイロと呼ばれる農場の所有者に会いました。所有者の娘はQuitériaMariadeJesusと呼ばれていました。ゴンサロが恋に落ち、結婚の手を求めたのはその時でした。
- 彼らは両親と一緒に、版築で作られた家に住んでいました。彼の家の隣には、父親のゴンサロの奴隷がいた場所に小屋があった[13]。
- マリア・キテリアの父であるゴンサロが牛の世話をしました。マリア・キテリアの母親であるドナ・キテリアが家の世話をしました。クイテリアの兄弟、ルイスとジョセファ、母親が昼食を調理しながら、家の周りに滞在するために使用される（その日の最初の食事は普通だったjerimum 、カボチャ、ミルク、またはキャッサバ、キャッサバクッキー）。一緒に彼女の母親と一緒に、マリアクイテリアは準備するのが好きbeijuをつぶしたと小麦粉の下に置きます。しかし、マリア・キテリアが最も好きだったのは、海に向かって行き、花を見つけ、鳥を追いかけることでした[13]。
- マリア・キテリアは、1821年から1822年の間に、バイーア州でポルトガルの支配に反対する動揺が始まったときに従事しました[13]。
- ゴンサロは村の兵舎を通り抜け、第3ハンター大隊、インコの大隊で、娘のマリア・キテリア・デ・イエス・メデイロス（現在はソルダード・メデイロスとして知られている）に会いました。良い田舎者としての彼にとって、彼の長女が他のブラジルの兵士の中で、愛国者の制服を着て、戦闘に行く準備ができていたのは信じられないようでした。彼は、彼女の子供のゲームで、マリア・キテリアが入隊するふりをして、戦争に行くことを知っていました。しかし、小さくて薄くて薄い女の子がこれにさらされるとは信じられませんでした。そのようなおとなしくて宗教的な女性、彼女の娘は、死に直面し、また殺したいと思うでしょう。感情的に感動したゴンサロは、その選択に反対し、自分のしていることを思いとどまらせ、そこから彼女を連れ去り、彼女を家に連れ戻そうとしますが、彼女は当初の目的である国を守るために揺るぎないようです。彼は、他の兵士が彼女が戦闘中の女性であり、彼女が提案していることを喜んで行う男性がすでにいることを知っているかどうかを何度か尋ねます。彼女はそこで、彼女は「ソルダド・メデイロス」として知られていると思っていると言います[13]。

## 遺贈
彼女の死後、マリア・キテリアはさまざまな方法で全国的に記念されました。 彼女の死から100年後の1953年、マリア・キテリアに似た軍隊から銅メダルが授与されました。 それは「マリア・キテリアのメダル」と呼ばれ、1996年の大統領令により、マリア・キテリアはブラジル陸軍の参謀将校の守護聖人として宣言されました。 軍事活動への貴重な貢献のために民間人と軍人の両方に発行されます。

### マリア・キテリアの肖像画
彼女がリオデジャネイロにいたとき1823年8月29日にマリア・グラハムと会談。インタビューは、1821年、1822年、1823年の一部の期間に、 Journal of a Voyage toBrasilとそこでの滞在中に記録されました。エドワード・フィンデンによって刻まれたアウグストゥス・アールの絵が出版されたのはこの本で、クイテリアを完全な制服（有名な市松模様のスカート、「タータンキルト」を含む）で描いており、銃を持ち、右胸にベアリングを付けています。
マリア・キテリアの最も有名な絵画は、1920年のイタリアの画家ドメニコ・フェイルッティの作品「マリア・キテリア・デ・イエス・メデイロスの肖像」（ポルトガル語：マリア・キテリア・デ・イエス・メデイロスの肖像）です。 彼女は一人で立って、ライフルを持って、ブラジルの中尉の制服を着ているように描かれています。 この作品は、サンパウロ大学のパウリスタ博物館にあります。Template:Nota de rodapé
クルーズの帝国秩序の表彰。  彼が肖像画を作った注文をアールに登録すると、それはまた、キテリアとホセボニファシオの間の奇妙な友情を示しています。 「独創的な若いイギリス人アーティスト、エルレ氏がセニョーラ・アレレス・ドナ・マリア・デ・イエスの絵を描いている肖像画を受け取ったので、それを彼女の友人であり後援者であるホセ・ボニファシオ・デ・アンドラダ・エ・シルバに見せました。...。 ]」。

## ノート
^
Template:Referências